# Fogo na Canjica
Fogo na Canjica é um filme brasileiro de 1948, dirigido por Luiz de Barros, que também assinou o roteiro ao lado de Gita de Barros. .  
Os números musicais foram interpretados por Dalva de Oliveira, Herivelto Martins, Zezé Gonzaga, Jararaca & Ratinho, Nilo Chagas, Linda Batista e Dircinha Batista.

## Sinopse
Maria (Olivinha Carvalho) é filha de um fazendeiro. Após ficar noiva, o pai realiza uma grande festa junina em celebração. Maria (Olivinha Carvalho) é apaixonada pelo pracinha João (Orlando Villar), que foi para a guerra, combater no front italiano.Padre Renato (Walter Siqueira) resolve contar para as moças locais a triste história de amor, quando o rapaz retorna, causando enorme confusão no local.

## Elenco
- Olivinha Carvalho como Maria[3]
- Orlando Villar como João
- Walter Siqueira como Padre Renato
- Hortênsia Santos como Mãe de Maria
- Augusto Aníbal como Fulgêncio
- Silveira Lima como Antônio
- Zé Trindade[3]
- Rosina Grey
- Jackson de Souza
- Chocolate
- Walter D'Ávila
- João de Deus

## Produção
O filme foi produzido pelas companhias Cinédia, de Adhemar Gonzaga, Laboratórios Eletrônicos do Brasil  e Dita Filmes, sendo distribuído pela Paulista Filmes.
As gravações ocorreram nos estúdios da Brasil Vita Filmes, antiga companhia cinematográfica fundada por Carmen Santos.